# GO!GO!まひゆな号!
『GO!GO!まひゆな号!』（ゴーゴーまゆひなごう）は、ノーマンスリーが制作し、エンタちゃん放送局で配信されたドライブ旅を題材にしたバラエティ番組である。かつてはつくばテレビが制作しエンタ!959で2019年6月16日からテレビ番組として放送されていた。タイトルロゴは『A HAPPY DRIVE PROGRAM GO!GO!まひゆな号』。後継番組である『GO!GO!ももたの号』もこの頁で扱う。

## 概要
小倉由菜、唯井まひろの冠テレビ番組。2018年10月16日にエンタ!959で当番組のパイロット番組である『小倉由菜と唯井まひろのゆるかわレディオ』を放送。好評だったことから企画をリニューアルして不定期のバラエティ番組として放送を開始。
番組タイトルはメインキャスト2人にとって事務所（マインズ）の先輩である小島みなみ、紗倉まながMCを務めた『GO!GO!こじまな号』に由来し、企画もおおむね踏襲している。
『GO!GO!こじまな号』同様、ドライブ温泉旅を内容とし、番組コンセプトは「いまどきのドライブデート」。両者ともに普通自動車免許を持っているが、運転するのは日常的に都内を運転している小倉のみ。理由を小倉は「（唯井の運転は）危険だから」と述べている。
放送前の2019年6月12日にはダイジェスト映像を見ながら撮影秘話や見どころを解説を行う『GO!GO!まひゆな号 放送直前！公開生放送』と題した公開配信イベントをYouTubeLiveで行った。
7月7日に第1弾ブルーレイディスクを発売した。2020年2月23日に第2弾ディスク発売。発売日にはYouTubeにて約1時間の小倉、唯井、ゲストの本庄鈴で配信番組を行った。
2024年1月17日放送分でスカパー!での放送分が最終回となる。以降の番組は制作会社・ノーマンスリーが立ち上げたDMMオンラインサロン「エンタちゃん放送局」のコンテンツとして制作、配信される。毎月放送、配信されていたこともあったが2024年時点では不定期配信の特別番組となり、韓国旅シリーズをもって最終回となったことがアナウンスされた。
きちんと視聴者とラストが迎えられなかったこともあり、2025年3月2日、秋葉原・Pigooスタジオにて改めて『GO!GO!まひゆな号卒業式』が行われた。この回はYouTubeでも生配信された。
プロデューサーの高橋慎にとっては「収録後に編集したものをPigooスタジオで観衆を入れて生配信する」というスタイルを初めて試み、つくばテレビ独立後初めて制作した番組でもあった。
同年2025年には同事務所の後輩（桃園怜奈、田野憂）による『GO!GO!ももたの号』が開始予定。

## 出演
- 小倉由菜
- 唯井まひろ

## 放送リスト
| 放送回 | 初回放送日     | おもな内容                                               | ゲスト     |
| ------ | -------------- | -------------------------------------------------------- | ---------- |
| 第1回  | 2019年 6月16日 | 山梨県石和温泉・前編                                     |            |
| 第2回  | 8月17日        | 山梨県石和温泉・後編                                     |            |
| 第3回  | 2020年 1月18日 | 那須高原 那須サファリパーク編                            | 本庄鈴     |
| 第4回  | 2月16日        | お部屋でレディオ                                         | 本庄鈴     |
| 第5回  | 3月17日        | 那須ハイランドパーク、那須とりっくあーとぴあ             | 本庄鈴     |
| 第6回  | 9月1日         | 相模湖編                                                 |            |
| 第7回  | 2021年 1月2日  | 伊豆高原編                                               | 紗倉まな   |
| 第8回  | 2月3日         | 伊豆高原ドライブデート第2話                              | 紗倉まな   |
| 第9回  | 3月17日        | 伊豆高原編第3話                                          | 紗倉まな   |
| 第10回 | 4月17日        | 伊豆高原編第4話                                          | 紗倉まな   |
| 第11回 | 5月19日        | 伊豆高原編第5話                                          | 紗倉まな   |
| 第12回 | 6月16日        | BD発売を記念した無観客生放送回                           |            |
| 第13回 | 8月18日        | 事務所の先輩とグランピング編                             | 小島みなみ |
| 第14回 | 9月17日        | 事務所の先輩とのグランピング編パート2                    | 小島みなみ |
| 第15回 | 10月16日       | 事務所の先輩とのグランピング編パート3                    | 小島みなみ |
| 第16回 | 11月16日       | 事務所の先輩とのグランピング編パート4、2日目の思い出作り | 小島みなみ |
| 第17回 | 2022年 7月17日 | 沖縄バカンス編パート1                                    |            |
|        |                | 2022年8月6日公開放送編                                   |            |
| 第18回 | 8月18日        | 沖縄バカンス編パート2                                    |            |
| 第19回 | 9月18日        | 沖縄バケーションシュノーケリング編                       |            |
| 第20回 | 10月19日       | 沖縄バケーション・第4話                                  |            |
| 第21回 | 11月16日       | 沖縄バケーション・最終話、罰ゲーム                       |            |
|        |                | クリスマススペシャル、12月3日公開収録                    |            |
| 第22回 | 2023年 7月16日 | 伊豆長岡温泉編、2023年6月17日公開収録                    |            |
| 第23回 | 8月16日        | 伊豆長岡温泉編・第2回、旅館でゆるかわレディオ            |            |
|        |                | 9月9日、Vol.6伊豆温泉グルメ編発売イベント                |            |
| 第24回 | 9月17日        | 伊豆温泉グルメ編その3                                    |            |
| 第25回 | 10月18日       | 伊豆温泉グルメ編その4                                    |            |
| 第26回 | 2024年 1月17日 | 韓国編、12月23日公開収録 放送番組としては最終回          |            |

## 配信リスト
| 配信回 | 初回配信日 | おもな内容                                       | ゲスト |
| ------ | ---------- | ------------------------------------------------ | ------ |
| 第27回 | 2月16日    | 韓国編第2話。2人で行くのは実は5年ぶりの韓国旅。  |        |
| 第28回 | 3月15日    | 韓国編。遊園地へ。                               |        |
| 第29回 | 4月19日    | 韓国編第4話                                      |        |
| 第30回 | 5月24日    | 韓国旅最終回。地元カフェとコスメショップめぐり。 |        |

## スタッフ
- 協力：ニッポンレンタカー
- 総監督：高橋慎
- 制作著作：つくばテレビ、ノーマンスリー

## 関連商品

### ブルーレイディスク
- GO!GO!まひゆな号!（1）：発売元はノーマンスリー。2019年6月から8月放送分収録[36]。『小倉由菜と唯井まひろのゆるかわレディオ』120分を特典映像収録。
- GO!GO!まひゆな号!（2）2020年2月23日、ノーマンスリー　本庄鈴編を完全収録。映像特典：YouTubeLive配信。
- GO!GO!まひゆな号!（3）2021年3月20日、ノーマンスリー　紗倉まな編を完全収録。映像特典：相模原編。
- GO!GO!まひゆな号!（4）2022年1月16日、ノーマンスリー　小島みなみ編を完全収録。
- GO!GO!まひゆな号!（5）2022年12月3日、ノーマンスリー、沖縄バカンス編を完全収録。
- GO!GO!まひゆな号!（6）2023年9月9日、ノーマンスリー、伊豆温泉グルメ編を完全収録[31]。
- GO!GO!まひゆな号!（7）2024年9月8日、ノーマンスリー、韓国編を完全収録

## GO!GO!ももたの号
『まひゆな号』後継番組として、事務所の後輩・桃園怜奈、田野憂の2人がドライブ旅を行う。

## 配信リスト
| 配信回 | 初回配信日   | おもな内容                                                                 | ゲスト |
| ------ | ------------ | -------------------------------------------------------------------------- | ------ |
| 第1回  | 2025年6月6日 | 伊東観光編。「小室山リッジウォーク“MISORA” 」と「ねこの博物館」をレポート! |        |
| 第2回  |              | 箱根大涌谷編。7月21日先行公開。                                            |        |
| 第3回  |              |                                                                            |        |
| 第4回  |              |                                                                            |        |